# Ferran Gay Massó
Ferran Gay Massó (Reus, 9 de desembre de 1894 - 17 d'agost de 1920) va ser un escriptor i periodista català.
El seu pare, Ferran Gay Andreu, boter del Vendrell  casat amb la reusenca Maria Massó Sendrós i instal·lat a Reus, va procurar-li estudis, i ja de ben jove es va dedicar al periodisme. Amb 17 anys era col·laborador habitual del Diario de Reus, on signava amb el seu nom i amb el de Màrius Oliver. També va escriure habitualment a Las Circunstancias durant el 1913. Durant els anys 1916 i 1917, després d'haver-se afiliat al Foment Nacionalista Republicà, va col·laborar a Foment, òrgan d'aquest partit. Però el 1917 va deixar el món de la premsa i va dedicar-se a escriure novel·les i a traduir. Va ser autor d'una peça còmica, «Aguas primaverales» (1915), no publicada però sí representada, del monòleg El somrís acusador, publicat a Reus el 1917, i de la novel·la Alas de amor: apuntes para una novela de sociología médica, publicada el 1918 també a Reus. Va traduir al català Los intereses creados de Jacinto Benavente. Va morir de sobte amb 26 anys.